# 白坂哲彦
白坂 哲彦(しらさか てつひこ、1940年（昭和15年） - ）は、日本の医学者、がんの研究者。

## 概要
1940年旧満州・現フルンボイル市ハイラル区生まれ。桃山学院高等学校、北里大学衛生学部卒業。1971年同大学大学院衛生学研究科修士課程修了。1975年徳島大学大学院医学研究科博士課程修了、医学博士。同大医学部助手を経て、大阪大学蛋白質研究所助手。大塚製薬株式会社琵琶湖研究所長を経て、1990年大鵬薬品工業株式会社の創薬センター・病態医化学研究所所長。2005年北里大学生命科学研究所客員教授。2002年（平成14年）「5-フルオロウラシルの生化学的修飾による新しい癌化学療法の開発に関する研究」により、高松宮妃癌研究基金学術賞受賞、木村禧代二賞受賞。抗がん剤S-1（TS-1）を開発した。

## 著作
『Biochemical Modulationの基礎と臨床』（医学書院）、『癌化学療法への新しい治療法』（医薬ジャーナル社）、『S-1誕生』（エビデンス社）、「胃癌化学療法におけるTS-1投与の工夫 : 副作用を軽減しつつ長期投与を目指す隔日投与法の理論と実践（共著、日本外科学会雑誌 104(臨時増刊), 637-638, 2003-04-30  一般社団法人日本外科学会）」など論文多数。